# Bihārīganj
Bihārīganj är en ort i Indien.   Den ligger i distriktet Madhepura och delstaten Bihar, i den nordöstra delen av landet, 1 000 km öster om huvudstaden New Delhi. Bihārīganj ligger 46 meter över havet och antalet invånare är 32 805.
Terrängen runt Bihārīganj är mycket platt. Runt Bihārīganj är det tätbefolkat, med 819 invånare per kvadratkilometer. Närmaste större samhälle är Bhawānīpur Rājdhām, 18,0 km sydost om Bihārīganj. Trakten runt Bihārīganj består till största delen av jordbruksmark.